# Magnet Cove
Magnet Cove est une census-designated place du comté de Hot Spring, dans l’État américain de l'Arkansas.